# Damon Jackson
Damon Jackson (Durant, 8 de agosto de 1988) é um lutador americano de artes marciais mistas, atualmente competindo no peso pena do Ultimate Fighting Championship.

## Início
Nascido em Oklahoma, Jackson começou a treinar wrestling quando era criança. Na escola, Jackson também treinava baseball. Jackson estudou na Missouri Valley College, onde ele ficou em quinto lugar no campeonato nacional de wrestling em 2012.

## Carreira no MMA

### Bellator MMA
Jackson fez sua estreia no Bellator em 24 de janeiro de 2013 no Bellator 86 contra Zac Church. Jackson venceu por finalização no segundo round.
Em junho de 2013, Jackson derrotou Keith Miner por nocaute técnico no primeiro round do Bellator 96, acumulando um cartel de 6-0.

### Legacy Fighting Championship
Em outubro de 2013, Jackson derrotou Javier Obregon por finalização no segundo round no Legacy FC 24.

### Ultimate Fighting Championship
Ele fez sua estreia no UFC contra Yancy Medeiros no UFC 177 em 2014. Jackson perdeu por finalização no segundo round.
Jackson enfrentou Rony Jason em 30 de maio de 2015 no UFC Fight Night 67. Ele perdeu por finalização no primeiro round. Em junho de 2015, foi anunciado que Jason havia testado positivo para hydrochlorothiazide e a luta foi transformada em “no contest”.
Jackson enfrentou Levan Makashvili em 30 de janeiro de 2016 no UFC on Fox 18. A luta terminou empatada.

### Retorno ao UFC
Jackson retornou ao após lutar em organizações como LFA e PFL. Ele enfrentou Mirsad Bektić, em 19 de setembro de 2020 no UFC Fight Night: Covington vs. Woodley. Ele venceu por finalização no terceiro round.

## Cartel no MMA
| Cartel no MMA   |             |            |
| 25 lutas        | 19 vitórias | 4 derrotas |
| Por nocaute     | 3           | 3          |
| Por finalização | 14          | 1          |
| Por decisão     | 2           | 0          |
| Empates         | 1           | 1          |
| No contest      | 1           | 1          |

| Res.    | Cartel     | Oponente          | Método                                 | Evento                                   | Data       | Round | Tempo | Local                   | Notas |
| ------- | ---------- | ----------------- | -------------------------------------- | ---------------------------------------- | ---------- | ----- | ----- | ----------------------- | --- |
| Vitória | 19-4-1 (1) | Charles Rosa      | Decisão (unânime)                      | UFC Fight Night: Dern vs. Rodriguez      | 09/10/2021 | 3     | 5:00  | Las Vegas, Nevada       | |
| Derrota | 18-4-1 (1) | Ilia Topuria      | Nocaute (soco)                         | UFC on ESPN: Hermansson vs. Vettori      | 05/12/2020 | 1     | 2:38  | Las Vegas, Nevada       | |
| Vitória | 18-3-1 (1) | Mirsad Bektić     | Finalização (guilhotina)               | UFC Fight Night: Covington vs. Woodley   | 19/09/2020 | 3     | 1:21  | Las Vegas, Nevada       | Retorno ao UFC; Performance da Noite.                                                                         |
| Vitória | 17-3-1 (1) | Mauro Chaulet     | Finalização (mata leão)                | LFA 83                                   | 06/03/2020 | 1     | 2:11  | Dallas, Texas           | |
| Derrota | 16-3-1 (1) | Movlid Khaibulaev | Nocaute (joelhada voadora)             | PFL 2                                    | 23/05/2019 | 1     | 0:10  | Uniondale, New York     | |
| Vitória | 16-2-1 (1) | Nate Jennerman    | Nocaute (soco)                         | LFA 47                                   | 10/08/2018 | 2     | 0:33  | Dallas, Texas           | Ganhou o Cinturão Peso Pena Interino do LFA.                                                                  |
| Vitória | 15-2-1 (1) | Jeremy Spoon      | Finalização (mata leão)                | LFA 40                                   | 25/05/2018 | 2     | 3:59  | Dallas, Texas           | |
| Vitória | 14-2-1 (1) | Chris Pecero      | Finalização (triângulo de mão)         | LFA 33                                   | 08/12/2017 | 1     | 0:38  | Dallas, Texas           | |
| Vitória | 13-2-1 (1) | Luis Luna         | Finalização (mata leão)                | LFA 28                                   | 08/12/2017 | 1     | 4:58  | Dallas, Texas           | |
| Vitória | 12-2-1 (1) | Eliazar Rodriguez | Finalização (mata leão)                | LFA 16                                   | 14/07/2017 | 1     | 3:49  | Dallas, Texas           | |
| Derrota | 11-2-1 (1) | Kevin Aguilar     | Nocaute (soco)                         | LFA 4                                    | 17/02/2017 | 3     | 4:05  | Bossier City, Louisiana | Pelo Cinturão Peso Pena do LFA.                                                                               |
| Vitória | 11-1-1 (1) | Charles Cheek III | Finalização (mata leão)                | LFA 1                                    | 13/01/2017 | 2     | 1:24  | Dallas, Texas           | |
| Vitória | 10-1-1 (1) | Levi Mowles       | Decisão (unânime)                      | Legacy FC 61                             | 14/10/2016 | 3     | 5:00  | Dallas, Texas           | |
| Empate  | 9-1-1 (1)  | Levan Makashvili  | Empate (majoritário)                   | UFC on Fox: Johnson vs. Bader            | 30/01/2016 | 3     | 5:00  | Newark, New Jersey      | Makashvili teve um ponto reduzido devido a uma joelhada ilegal.                                               |
| NC      | 9-1 (1)    | Rony Jason        | Sem Resultado (mudado)                 | UFC Fight Night: Condit vs. Alves        | 30/05/2015 | 1     | 3:31  | Goiânia                 | Originalmente vitória por finalização de Jason; mudado após ele testar positivo para uma substância proibida. |
| Derrota | 9-1        | Yancy Medeiros    | Finalização (estrangulamento buldogue) | UFC 177: Dillashaw vs. Soto              | 30/08/2014 | 2     | 1:54  | Sacramento, California  | Estreia no UFC.                                                                                               |
| Vitória | 9-0        | Leonard Garcia    | Finalização (triângulo de mão)         | Legacy FC 33                             | 18/07/2014 | 1     | 1:32  | Allen, Texas            | Ganhou o Cinturão Peso Pena do Legacy FC.                                                                     |
| Vitória | 8-0        | Hunter Tucker     | Finalização (mata leão)                | Legacy FC 28                             | 21/02/2014 | 2     | 3:24  | Arlington, Texas        | |
| Vitória | 7-0        | Javier Obregon    | Finalização (triângulo de mão)         | Legacy FC 24                             | 11/10/2013 | 2     | 4:12  | Dallas, Texas           | |
| Vitória | 6-0        | Keith Miner       | Nocaute Técnico (socos)                | Bellator 96                              | 19/06/2013 | 1     | 2:00  | Thackerville, Oklahoma  | |
| Vitória | 5-0        | Luis Luna         | Finalização (chave de braço)           | 24/7 Entertainment 9: Enemy of the State | 19/04/2013 | 2     | 1:15  | Odessa, Texas           | |
| Vitória | 4-0        | Zac Church        | Finalização (mata leão)                | Bellator 86                              | 24/01/2013 | 2     | 2:43  | Thackerville, Oklahoma  | |
| Vitória | 3-0        | Zac Church        | Finalização (mata leão)                | KOTC: Unification                        | 08/12/2012 | 2     | 3:19  | Tulsa, Oklahoma         | |
| Vitória | 2-0        | Shelby Graham     | Finalização (mata leão)                | Tommy Tran Promotions                    | 17/11/2012 | 1     | 4:43  | Branson, Missouri       | |
| Vitória | 1-0        | Jacob Salyer      | Nocaute Técnico (socos)                | War Sports 1                             | 22/09/2012 | 1     | 2:23  | Springfield, Missouri   | |